# Темир-Ага
Темі́р-Ага́ (крим. Temir Ağa; з 1948 по 2023 рік — Совхо́зне) — село Сімферопольського району Автономної Республіки Крим.
У 2015 році село було внесено до переліку населених пунктів, які потрібно перейменувати згідно із законом «Про засудження комуністичного та націонал-соціалістичного (нацистського) тоталітарних режимів в Україні та заборону пропаганди їхньої символіки».
12 травня 2016 року постановою Верховної Ради України № 1352-VIII село перейменоване відповідно до вимог закону «Про засудження комуністичного та націонал-соціалістичного (нацистського) тоталітарних режимів в Україні та заборону пропаганди їхньої символіки». Постанова набрала чинности у 2023 році.

## Населення

### Мова
Розподіл населення за рідною мовою за даними перепису 2001 року:
| Мова              | Кількість | Відсоток |
| ----------------- | --------- | -------- |
| російська         | 268       | 87.87 %  |
| кримськотатарська | 31        | 10.16 %  |
| українська        | 5         | 1.64 %   |
| інші/не вказали   | 1         | 0.33 %   |
| Усього            | 305       | 100 %    |